# Lorraine-Dietrich Type I
Der Lorraine-Dietrich Type I ist ein Rennwagen von 1907. Hersteller war Lorraine-Dietrich in Frankreich.

## Beschreibung
Konstrukteur des Motors war Giustino Cattaneo, der für das italienische Partnerunternehmen Isotta Fraschini tätig war. Er entwickelte einen Vierzylinder-Reihenmotor. Er ist als T-Kopf-Motor ausgeführt. Jeweils zwei Zylinder sind paarweise zusammengegossen. 145,4 mm Bohrung und 120 mm Hub ergeben 7970 cm³ Hubraum. Der Motor war damals in Frankreich steuerlich mit 80 CV eingestuft.
Der Motor ist vorn längs im Fahrgestell eingebaut. Er treibt über ein Vierganggetriebe und Ketten die Hinterräder an. Die Bremse wirkt zeittypisch nur auf die Hinterachse.
Das Fahrgestell hat 3000 mm Radstand und 1400 mm Spurweite. Der Phaeton bietet Platz für zwei Personen.
Im selben Jahr gab es außerdem mit dem Type FX einen stärker motorisierten Rennwagen.

## Renneinsätze
Vom 13. bis zum 14. Juni 1907 nahmen drei Fahrzeuge dieses Typs am Kaiserpreis-Rennen 1907 in Deutschland teil. Ihr Leergewicht musste laut Reglement zwischen 1165 kg und 1175 kg betragen.